# Stoffelsmühle (Weismain)
Die Stoffelsmühle (früher auch Obere Mühle) ist eine ehemalige Getreidemühle im Kleinziegenfelder Tal und ein amtlich benannter Gemeindeteil der Stadt Weismain. Sie gehörte ehemals als eigener Ortsteil zur Gemeinde Kleinziegenfeld und war jahrhundertelang im Besitz der ortsansässigen Müllerfamilie Deinhardt.
Die Mühle befindet sich unmittelbar nördlich des Kleinziegenfelder Gemeindeteils Grund an der Weismain, nur 400 Meter von deren Quelle entfernt. Als Baudenkmal ist sie vom Bayerischen Landesamt für Denkmalpflege unter der Denkmalnummer D-4-78-176-167 geschützt.

## Geschichte

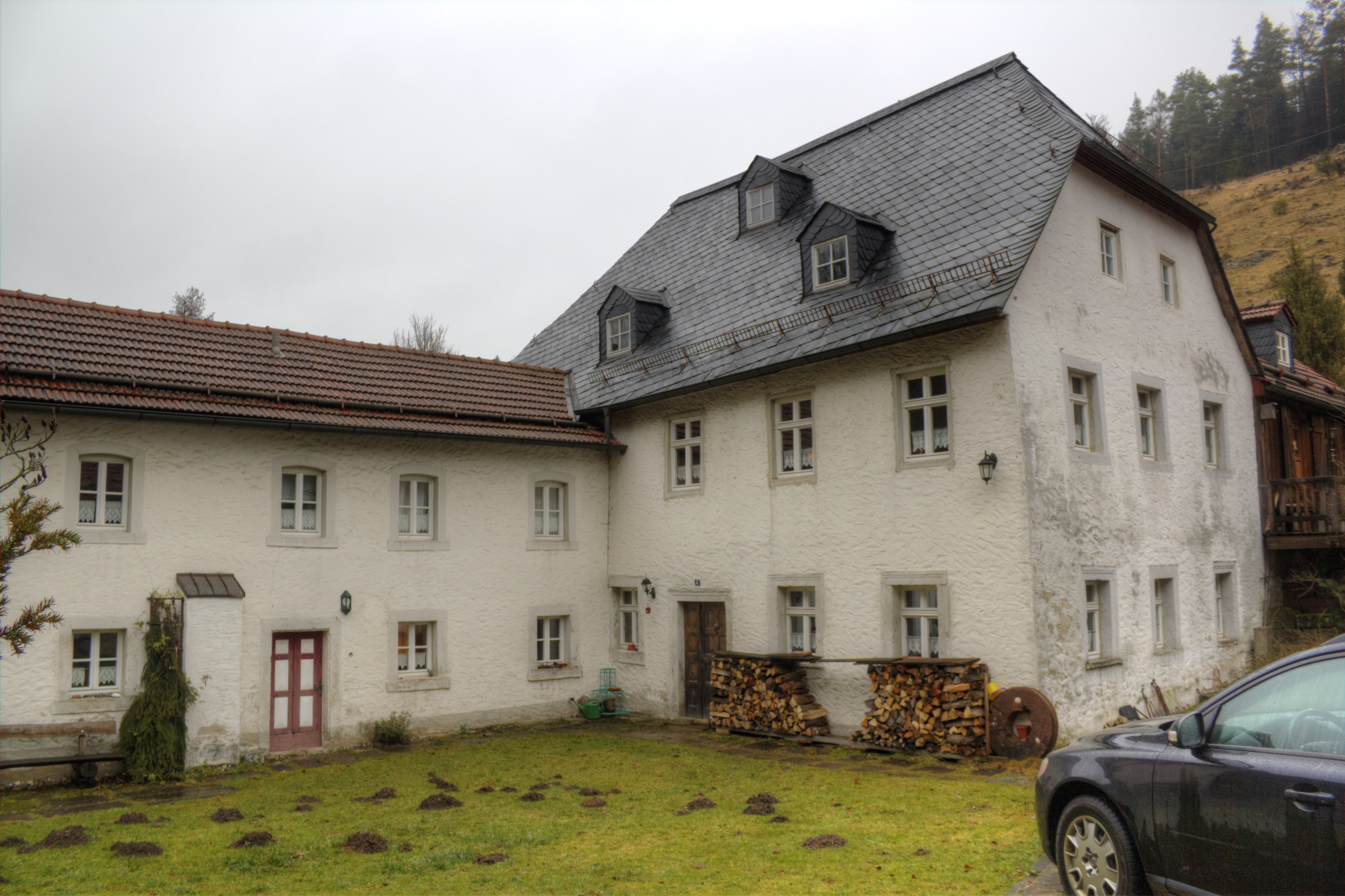
Blick auf den Hof der Stoffelsmühle

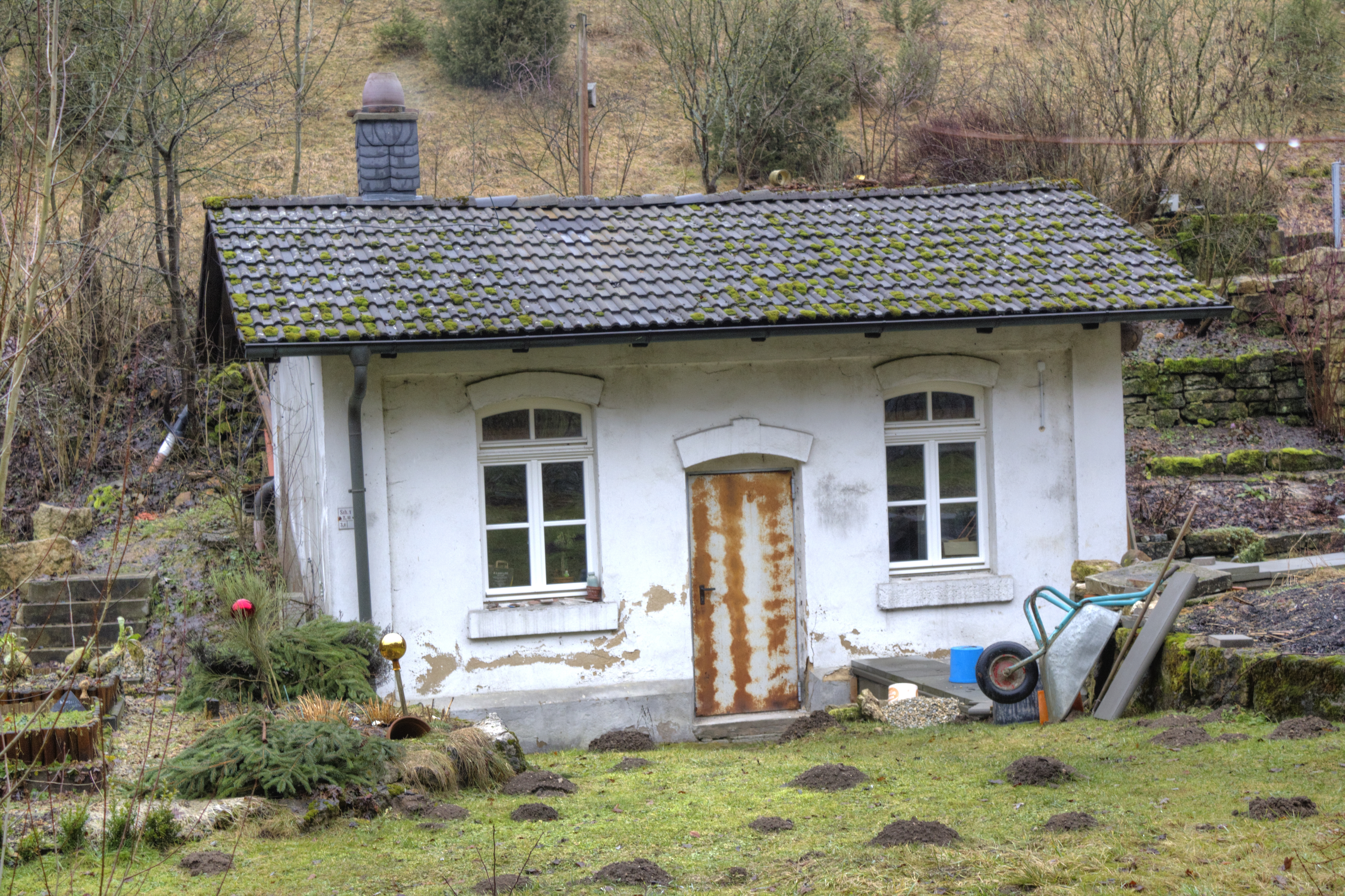
Das ehemalige Pumpenhäuschen der Gemeinde Stadelhofen

Wann die Stoffelsmühle genau gegründet wurde, ist unklar. Die über der Tür angebrachte Jahreszahl „1793“ wird von Heimatforschern für das Jahr eines Um- oder partiellen Neubaus, aber nicht als das Gründungsdatum der Mühle angesehen. Mit an Sicherheit grenzender Wahrscheinlichkeit stammt die Mühle aus dem 16. Jahrhundert, vermutlich aus den Jahren um 1525. Erstmals urkundlich gesichert wurde die Stoffelsmühle 1617 als die „Obern Mühl“ mit ihrem Besitzer Lorenz Deinhardt erwähnt. Für das Jahr 1657 befand sich die „Obere Mühl“ im Besitz von Christoph Deinhardt, vermutlich einem Sohn des Lorenz. Vor 1770 war ein Adam Deinhardt der Müllermeister, spätestens ab diesem Jahr wurde die Mühle von seinen Nachkommen geführt. Sie gehörte zu diesem Zeitpunkt als markgräflich-brandenburgisch-bayreuthisches Lehen zum Rittergut des Karl Franz von Schaumberg.
Im Jahr 1809 wurde die Mühle erstmals als „Stophels Mühle“ bezeichnet und trug innerhalb der Gemeinde Kleinziegenfeld die Steuerhausnummer 4, die sie bis heute trägt. Müllermeister war damals Johann Deinhardt, der mit seinem Anwesen der Familie von Schaumberg lehen- und zehntbar war. 1826 war die Mühle ausgestattet mit „realer Mühlgerechtigkeit auf zwei Mahlgängen“. Sie verfügte also über zwei Wasserräder zum Mahlen von Getreide, die beide trotz der Nähe zur Bachquelle gut liefen, was auf den besonders starken Ausstoß der Quelle von 20 Litern pro Sekunde zurückzuführen ist. Müllermeister waren die Söhne des Johann Deinhardt, Johann und Georg Deinhardt. Mitte des 19. Jahrhunderts war der Müller Johann Georg Deinhardt (* 1805) mit über 82 Tagwerk (28 ha) Land der größte bürgerliche Grundbesitzer des Dorfes, was von dessen Wohlstand zeugt. Ein Wolkenbruch im Jahr 1887 zerstörte mit enormen Wassermassen die Mühlanlage, so dass der Betrieb eingestellt werden musste.
Die Müllerfamilie Deinhardt verkaufte die Mühle, nur wenige Jahre später wurde sie weiterveräußert. Im Jahr 1900 kaufte sie der Wagnermeister Andreas Preißinger (1848–1929) aus Kleinziegenfeld für 4000 Mark von der Gemeinde Stadelhofen. Er errichtete im Mühlengebäude eine Wagnerei und Tischlerei, die sein Sohn und dessen Schwiegersohn bis 1975 führten. Aufmerksam geworden durch eine Zeitungsanzeige erwarb 1988 das Ehepaar Gisela Reiß und Werner Nowak die Mühle und begann sie in Eigenleistung zu renovieren. Dabei wurden dort auch Ferienwohnungen eingerichtet.
Am 10. August 2011 erhielt die Stoffelsmühle wieder ein Mühlrad. Erbaut und eingebaut wurde das rund 900 Kilogramm schwere oberschlächtige Schaufelwasserrad von der Schreinerei Martin Impler aus Bad Feilnbach. Es dient mit einer Leistung von 500 Watt zur Gewinnung des Stroms für den privaten Bedarf in der Mühle. Die Installation des Rads war der Abschluss der privat finanzierten und ausgeführten, gut zwei Jahrzehnte dauernden Mühlensanierung durch die Eigentümer der Mühle. Bei der Sanierung wurden unter dem Erdgeschoss die Reste eines frühmittelalterlichen Gebäudes unbekannter Funktion entdeckt.

### Etymologie
In den Erwähnungen der Mühle von 1617, 1657 und 1770 dient das Adjektiv „ober(re)“ als Unterscheidung zur an der Weismain weiter flussabwärts gelegenen, ebenfalls als schaumbergisches Lehen vergebene Schwarzmühle. Die Urform des heutigen Namens wurde erstmals 1809 mit „Stophels Mühle“ schriftlich festgehalten. Darin enthalten ist die im ostfränkischen Dialekt gebräuchliche Verballhornung „Stophel“ bzw. „Stoffel“ für den Vornamen Christopher(us), die auf den 1657 erwähnten Müllermeister Christoph Deinhardt zurückgeht. Der Name der Mühle hatte sich demnach bereits vor über 200 Jahren gefestigt, wovon auch die Erwähnungen als „Stoffelsmühl“ (1838) und „Stoffelsmühle“ (1853) zeugen. Die einzige überlieferte Abweichung des Namens aus dieser Zeit ist „Schlossmühle“ aus dem Jahr 1826, die das Eigentumsverhältnis der Familie von Schaumberg vom Schloss Kleinziegenfeld unterstreicht. In der örtlichen Varietät des oberfränkischen Dialekts wird der Name als [šdo̧flsmül] (sprich: schdofflsmül) ausgesprochen.

### Einwohnerentwicklung
Die Tabelle gibt die Einwohnerentwicklung der Stoffelsmühle anhand einzelner Daten wieder.
| Jahr | Einwohner | Quelle: |
| ---- | --------- | ------- |
| 1871 | 9         | [ 8 ]   |
| 1875 | 9         | [ 9 ]   |
| 1885 | 6         | [ 10 ]  |
| 1900 | 7         | [ 11 ]  |
| 1925 | 7         | [ 12 ]  |
| 1950 | 7         | [ 13 ]  |
| 1958 | 7         | [ 14 ]  |
| 1959 | 7         | [ 14 ]  |
| 1960 | 6         | [ 14 ]  |
| 1961 | 5         | [ 15 ]  |
| 1962 | 5         | [ 14 ]  |
| 1963 | 4         | [ 14 ]  |
| 1970 | 4         | [ 16 ]  |
| 1987 | 1         | [ 17 ]  |

## Architektur
Die Stoffelsmühle ist zweigeschossig mit massivem Steinuntergeschoss und verputztem Fachwerkaufbau im ersten Stockwerk und im Giebel. Es handelt sich um ein sogenanntes Rauchhaus, da im 17. und 18. Jahrhundert der Rauch aus dem Küchenofen durch einen bis vor wenigen Jahren noch sichtbaren Rauchabzug in den Dachboden geleitet wurde. Im 18. Jahrhundert wurde die Schwärzung der Balken durch das Mälzen für die Bierherstellung verstärkt. Das Krüppelwalmdach ist schiefergedeckt.

## Sonstiges
1915 hatte die Gemeinde Stadelhofen auf dem Grundstück hinter der Mühle ein Pumphäuschen errichten lassen, das, betrieben durch Wasserkraft, Stadelhofen und die umliegenden Ortschaften bis etwa 1970 mit Trinkwasser versorgte.